# La Chapelle-Gaceline
Pour les articles homonymes, voir La Chapelle.
La Chapelle-Gaceline [la ʃapɛl gaslin] est une ancienne commune française, située dans le département du Morbihan en région Bretagne, devenue, le 1er janvier 2017, une commune déléguée de la commune nouvelle de La Gacilly.
Ses habitants se nomment les Gaceliniens et Gaceliniennes.

## Géographie
Commune située à 17 km de Redon (Ille-et-Vilaine), 58 km de Vannes (Morbihan), 60 km de Rennes (Ille-et-Vilaine).
La superficie de la commune est de 779 hectares ; son altitude varie de 5  à   52 mètres.

## Toponymie
Le nom de la localité est mentionné sous la forme Uuaceline en 1029.
La Chapelle-Gaceline, en breton Ar Chapel-Wagelin, est probablement la chapelle privée d'une dame ou demoiselle Gaceline , vient du prénom Waceline, (prénom du Moyen Âge) qu'un des seigneurs de La Gacilly ajoute au nom de La Chapelle, en souvenir de sa femme Gaceline de Montfort.

## Histoire

### LeXXesiècle

#### La Belle Époque

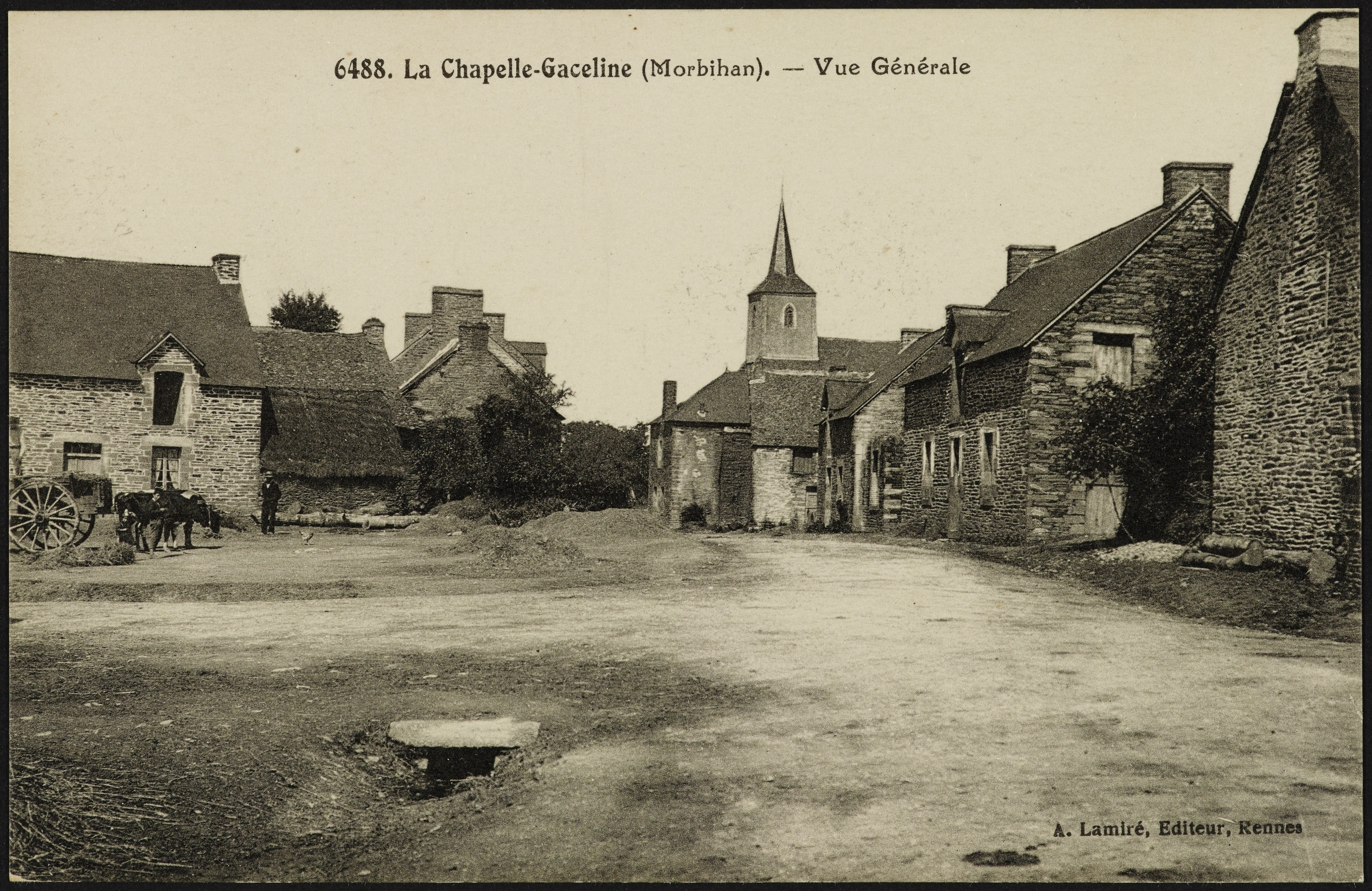
Vue du bourg
(début du XXe siècle ?).

À la suite des manifestations qui ont eu lieu notamment à Carentoir et Quelneuc, le préfet du Morbihan a donné l'ordre de suspendre les inventaires des biens d'église dans les paroisses de La Chapelle-Gaceline, Cournon, Peillac, Les Fougerets, Saint-Martin-sur-Oust, Tréal « où les populations sont dans une surexcitation dont on n'a pas idée. La préfecture était, dit-on, terrifiée ».

## Politique et administration

### Ancienne commune
| Période                                  | Période    | Identité          | Étiquette | Qualité                         |
| ---------------------------------------- | ---------- | ----------------- | --------- | ------------------------------- |
| 1953                                     | 1989       | Marcel Cheval     | -         | Chef d'entreprise de couverture |
| 1989                                     | 31/12/2016 | Pierrick Lelièvre | DVD       | Directeur des ventes            |
| Les données manquantes sont à compléter. |            |                   |           |                                 |

### Commune déléguée
Le 1er janvier 2017, Pierrick Lelièvre devient de droit maire délégué jusqu'au renouvellement général des conseils municipaux.

## Démographie
L'évolution du nombre d'habitants est connue à travers les recensements de la population effectués dans la commune depuis 1876. À partir du 1er janvier 2009, les populations légales des communes sont publiées annuellement dans le cadre d'un recensement qui repose désormais sur une collecte d'information annuelle, concernant successivement tous les territoires communaux au cours d'une période de cinq ans. 
Pour les communes de moins de 10 000 habitants, une enquête de recensement portant sur toute la population est réalisée tous les cinq ans, les populations légales des années intermédiaires étant quant à elles estimées par interpolation ou extrapolation. Pour la commune, le premier recensement exhaustif entrant dans le cadre du nouveau dispositif a été réalisé en 2006,.
En 2014, la commune comptait 786 habitants, en évolution de +12,93 % par rapport à 2009 (Morbihan : +3,47 %, France hors Mayotte : +2,49 %).
| 1876 | 1881 | 1886 | 1891 | 1896 | 1901 | 1906 | 1911 | 1921 |
| ---- | ---- | ---- | ---- | ---- | ---- | ---- | ---- | ---- |
| 723  | 738  | 755  | 766  | 701  | 729  | 728  | 696  | 602  |

| 1926 | 1931 | 1936 | 1946 | 1954 | 1962 | 1968 | 1975 | 1982 |
| ---- | ---- | ---- | ---- | ---- | ---- | ---- | ---- | ---- |
| 571  | 541  | 521  | 460  | 440  | 447  | 453  | 447  | 459  |

| 1990 | 1999 | 2006 | 2011 | 2014 | - | - | - | - |
| ---- | ---- | ---- | ---- | ---- | - | - | - | - |
| 514  | 502  | 620  | 765  | 786  | - | - | - | - |

## Culture et patrimoine

### Lieux et monuments
- L'église Saint-Pierre de Gaceline datant de 1852.
- La croix de La Ville Janvier datant de 1678, type des croix de Malte.
- La croix Gracien, route de la Moraie, datant de 1751 ; croix fichée dans le sol.
- Le château du Boschet, réédifié en 1905.
- La chapelle Saint-Joseph du Boschet, XVIIe siècle, au château du Boschet.

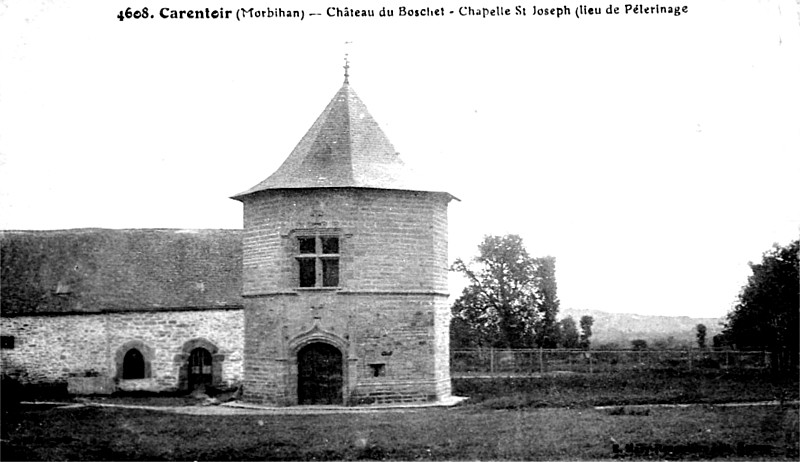
La Chapelle-Gaceline ː chapelle Saint-Joseph, dépendance du château du Boschet (carte postale).

### Héraldique
|  | Les armoiries de La Chapelle-Gaceline (Morbihan) se blasonnent ainsi : Écartelé : au un d’hermine, au deux de sinople au chêne arraché d’or, au trois d’argent à une église d’or ouverte et ajourée de gueules, au quatre d’argent à trois pals d’azur, sur le tout de gueules à la croix alaisée d’argent gringolé d’or. Conception J.B. Thierry. |

## Personnalités liées à la commune
- Guy du Boschet, évêque.
- Pierre du Boschet, président du Parlement de Bretagne.